# 朱俊杖
代懿王朱俊杖（1480年—1527年），明朝第四代代王，思王朱聰沬的庶第一子。朱聰沬因在服父喪期間仍荒淫無道，所以被廢為庶人。朱俊杖到弘治十一年（1498年）十一月才封世子，十二年（1499年）襲封代王。他在位二十八年。嘉靖六年（1527年）朱俊杖去世，三年後其子朱充燿嗣位。

## 家庭

### 妻妾
- 王妃張氏
- 次妃吳氏，生朱充燿

### 子
- 庶長子：代昭王朱充燿
- 庶四子：河內莊安王朱充爔
- 庶五子：富川悼定王朱充熤
- 庶十一子：寶豐悼順王朱充𪸗
- 庶十二子：碭山悼懷王朱充𤆑

| 前任： 祖父惠王朱成鍊    | 明代國國王 1499年－1527年 | 繼任： 子昭王朱充燿 |
| 前任： 叔朱聰涓 代府宗理 | 明代國國王 1499年－1527年 | 繼任： 子昭王朱充燿 |